# Georg Ledebour
Georg Ledebour (Hannover, 7 marzo 1850 – Berna, 31 marzo 1947) è stato un politico tedesco.

## Biografia
Dapprima democratico, si volse presto alla socialdemocrazia, in cui guadagnò rapidamente influenza come giornalista. Rappresentò il partito al congresso dell'Internazionale, e venne eletto nel 1900 al parlamento del Reich.
Durante la prima guerra mondiale divenne uno dei capi delle sinistre e attaccò aspramente la politica tedesca. Prese parte nel 1915 alla conferenza di Zimmerwald in Svizzera, ma rifiutò tuttavia un'annessione al gruppo di Lenin. Alla divisione del partito nel 1916-1917 fu uno dei fondatori del Partito Socialdemocratico Indipendente, più tardi uno dei suoi presidenti. In questa veste sì sforzò, durante la rivoluzione del 1918, di impedire ogni collaborazione del suo partito con la socialdemocrazia; la rivolta del gennaio del 1919 è da ricondurre ampiamente a lui, anche se venne assolto in un processo che sollevò scalpore. Poiché non volle unirsi al partito comunista né ritornare nelle file del partito socialdemocratico, fondò nel 1920 la lega socialista, non poté però più guadagnare importanza politica.
Nel 1933 emigrò in Svizzera, dove morì dopo la fine della seconda guerra mondiale. Ledebour fu un uomo onesto ed ebbe coraggio personale. Come politico era però destinato a fallire, poiché non poté sviluppare una propria concezione, né era pronto a perseguire, in collaborazione con altri, traguardi comuni. È inoltre da considerarsi in gran parte responsabile del brusco inasprimento dei contrasti interni della rivoluzione e della conseguente debolezza della Repubblica di Weimar.